# 권삼득
권삼득(權三得, 1772년 ~ 1841년)은 조선의 영조·정조 때의 판소리 명창이다.
전라도 전주부 용진면 구억리에서 태어났다. 판소리 근세 8명창의 한 사람이다. 본명은 권인정(權人政)이며, 판소리 창본에는 권삼보, 권선달, 권생원으로 나오고 〈광대가〉에는 권사인으로 나온다.
향반(鄕班) 출신으로 어렸을 때부터 판소리에 남다른 취미를 갖고 정진한 바 있다. 가문의 반대를 무릅쓰고 판소리계에 투신하여 마침내 명창의 지위에 오른 사람이다. 판소리의 유파(流派)로는 동편제 가객(東便制歌客)으로서 덜렁제를 개발하였고 특장(特長)은 <흥부가>로 그의 더늠이 《흥보가》 중에서 〈제비 후리러 나가는 부분〉이다.